# Kuzey Güney
Kuzey Güney – turecki serial romantyczny produkcji Ay Yapım, reżyserii Hilal Saral, Mehmet Ada Öztekin i Nezaket Çoşkun Sevinç. Premiera serialu w Turcji nastąpiła na kanale Kanal D, 7 września 2011 roku. Twórcami serialu są Ece Yörenç i Melek Gençoğlu.
Serial jest wzorowany na powieści Pogoda dla bogaczy Irwina Shawa z 1982 roku.

## Fabuła
Serial jest historią dwóch braci Kuzey i Güney. Kuzey jest odważny i buntowniczy, nieustraszony oraz spontaniczny. Güney jest przeciwieństwem Kuzey; jest spokojny, cierpliwy, nie działa bez zastanowienia i jest wykształcony. Jedyna rzecz, która ich łączy to miłość do Cemre.

## Obsada
| Aktor              | Rola             |
| ------------------ | ---------------- |
| Kıvanç Tatlıtuğ    | Kuzey Tekinoğlu  |
| Buğra Gülsoy       | Güney Tekinoğlu  |
| Öykü Karayel       | Cemre Çayak      |
| Bade İşçil         | Banu Sinaner     |
| Merve Boluğur      | Zeynep Çiçek     |
| Zerrin Tekindor    | Gülten Çayak     |
| Rıza Kocaoğlu      | Ali Güntan       |
| Mustafa Avkıran    | Sami Tekinoğlu   |
| Semra Dinçer       | Handan Tekinoğlu |
| Ünal Silver        | Atilla Sinaner   |
| Çağdaş Onur Öztürk | Barış Hakmen     |
| Göksen Ateş        | Venüs Tezerel    |
| Turgay Kantürk     | Ferhat           |
| Hazar Ergüçlü      | Simay Canaş      |
| Hale Soygazi       | Ebru             |
| i inni             |                  |

## Odcinki
| Sezony | Odcinki | Pierwsza emisja  | Ostatnia emisja |
| ------ | ------- | ---------------- | --------------- |
| 1.     | 40      | 7 września 2011  | 20 lipca 2012   |
| 2.     | 40      | 12 września 2012 | 26 lipca 2013   |

## Emisja
Kuzey Güney emitowany jest w 32 krajach.
| Kraj                         | Data premiery    | Kanał           |
| ---------------------------- | ---------------- | --------------- |
| Turcja                       | 7 września 2011  | Kanal D         |
| Cypr Północny                | 7 września 2011  | Kanal D         |
| Kazachstan                   | 2 września 2012  | Kanal 31        |
| Czarnogóra                   | 2 września 2012  | Pink M          |
| Serbia                       | 2 września 2012  | RTV Pink        |
| Algieria                     | styczeń 2013     | OSN             |
| Arabia Saudyjska             | styczeń 2013     | OSN             |
| Bahrajn                      | styczeń 2013     | OSN             |
| Egipt                        | styczeń 2013     | OSN             |
| Irak                         | styczeń 2013     | OSN             |
| Jemen                        | styczeń 2013     | OSN             |
| Jordania                     | styczeń 2013     | OSN             |
| Katar                        | styczeń 2013     | OSN             |
| Kuwejt                       | styczeń 2013     | OSN             |
| Liban                        | styczeń 2013     | OSN             |
| Libia                        | styczeń 2013     | OSN             |
| Maroko                       | styczeń 2013     | OSN             |
| Mauretania                   | styczeń 2013     | OSN             |
| Oman                         | styczeń 2013     | OSN             |
| Somalia                      | styczeń 2013     | OSN             |
| Sudan                        | styczeń 2013     | OSN             |
| Syria                        | styczeń 2013     | OSN             |
| Tunezja                      | styczeń 2013     | OSN             |
| Zjednoczone Emiraty Arabskie | styczeń 2013     | OSN             |
| Albania                      | 9 marca 2013     | Klan TV         |
| Chorwacja                    | 23 marca 2013    | RTL             |
| Bośnia i Hercegowina         | 22 kwietnia 2013 | TV1             |
| Iran                         | 18 maja 2013     | River HD GEM TV |
| Pakistan                     | 29 lipca 2013    | Urdu 1          |
| Afganistan                   | 15 września 2013 | Tolo TV         |
| Bułgaria                     | 14 stycznia 2014 | BTV             |
| Kirgistan                    | 27 stycznia 2014 | NTS             |

## Nagrody
| Rok ceremonii | Organizator                   | Nagroda                                                            |
| ------------- | ----------------------------- | ------------------------------------------------------------------ |
| 2011          | Galatasaray Üniversitesi      | Najlepszy serial roku Najlepszy aktor telewizyjny: Kıvanç Tatlıtuğ |
| 2011          | Yildiz Technical University   | Najbardziej kochany aktor telewizyjny: Kıvanç Tatlıtuğ             |
| 2012          | Istanbul Kültür University    | Najlepsza muzyka serialowa                                         |
| 2012          | İzmir University of Economics | Najlepszy serial roku                                              |
| 2012          | Golden Butterfly Awards       | Najlepszy aktor telewizyjny: Kıvanç Tatlıtuğ                       |
| 2012          | Darüşşafaka Association       | Najlepszy aktor telewizyjny: Buğra Gülsoy                          |
| 2012          | Altin Kelebek                 | Najlepszy aktor telewizyjny: Kıvanç Tatlıtuğ                       |
| 2012          | Turkish Student Council       | Najlepsza muzyka serialowa                                         |
| 2012          | Golden Objective Awards       | Najlepszy aktor dramatyczny: Kıvanç Tatlıtuğ                       |
| 2012          | 4th Antalya Tv Awards         | Najlepszy drugoplanowy aktor dramatyczny: Zerrin Tekindor          |
| 2013          | Istanbul Kültür University    | Najlepszy serial                                                   |
| 2013          | Yeditepe University           | Najlepszy aktor: Kıvanç Tatlıtuğ                                   |